# 陳自瑤
陳自瑤（英語：Yoyo Chen Chi Yiu，1981年8月27日—），香港女演員，籍貫福建福州，於2000年以模特兒出道，2004年加入無綫電視，現為無綫電視經理人合約女藝員，2022年時於《萬千星輝頒獎典禮2021》獲取最佳女配角獎。

## 演藝事業

### 入行初期
陳自瑤籍貫福建福州，於2000年以模特兒出道，2004年加入無綫電視，首部參演的劇集為《赤沙印記@四葉草.2》。其後先後參演多部劇集包括《窈窕熟女》、《高朋滿座》、《法證先鋒》等。
2007年，陳自瑤憑無綫劇集《同事三分親》中「何彤彤」一角首度入圍《萬千星輝頒獎典禮2007》「最佳女配角」及「飛躍進步女藝員」兩大獎項。

### 人氣急升
2009年及2010年，陳自瑤先後於無綫台慶劇《宮心計》及另一古裝劇《公主嫁到》飾演「錢飛燕」及「川平公主」。
2016年，陳自瑤憑無綫劇集《公公出宮》中「雲大芝」一角再度入圍《萬千星輝頒獎典禮2016》「最佳女配角」。
2018年，陳自瑤於無綫劇集《天命》飾演「諴妃」，演技獲網民讚賞。

### 高峰時期
2020年，陳自瑤在無綫劇集《那些我愛過的人》中飾演保險公司高層「錢莉媛（Sabrina）」，演出受到注目及好評，獲不少網民支持奪得《萬千星輝頒獎典禮2020》「最佳女配角」獎。她憑此劇在《萬千星輝頒獎典禮2020》首度入圍「最受歡迎電視女角色」，並再度入圍「最佳女配角」，亦與黃翠如及連詩雅入圍「最受歡迎電視搭擋」。
2021年，陳自瑤先後於無綫競技綜藝節目《好聲好戲》及《識貨》均奪得冠軍。同年，她在無綫劇集《寶寶大過天》飾演脾氣暴躁的全職媽媽「葉帆」一角，並憑此劇在《萬千星輝頒獎典禮2021》以大热姿态奪得「最佳女配角」獎。
2022年，陳自瑤於無綫單元劇《母親的》中首度擔正女主角，在劇中飾演單親媽媽「江芷昕」，並憑此劇在《萬千星輝頒獎典禮2022》首度入圍「最佳女主角」及「馬來西亞最喜愛TVB女主角」兩大獎項。
2024年，陳自瑤於無綫劇集《婚後事》正式擔綱女主角，在劇中飾演「張明芯（Emma）」一角，因演活失婚婦人角色而受到中港觀眾好評。同年年尾，陳自瑤憑此劇在《萬千星輝頒獎典禮2024》首度入圍「最佳女主角」最後十強，更入圍「大灣區最喜愛TVB女主角」最後五強。

## 個人生活

### 感情生活
陳自瑤曾經跟無綫前藝員蔡淇俊交往。
2011年11月11日上午11時，陳自瑤與王浩信舉行婚禮。她於2012年誕下女兒。
陳自瑤與王浩信一直保護女兒，不讓其樣貌曝光。2020年10月，陳自瑤在內地抖音平台上載了一段女兒的影片，影片中其樣貌不經遮掩，長相酷似父親王浩信，因此不少網民鼓勵其女入行。
她曾在香港九龍佐敦及香港島銅鑼灣經營時裝店，但銅鑼灣分店因生意欠佳而已結業。

### 圈中好友
陳自瑤因拍攝劇集《那些我愛過的人》而與同劇演員黃翠如及連詩雅成為好友，並邀請二人出演其YouTube頻道的首條影片。她亦因拍攝劇集《把關者們》而與同劇演員黃智雯成為好友，並與對方合作拍攝YouTube影片。另外，她與沈卓盈、徐淑敏亦份屬好友。

## 演出作品

### 電視劇
| 首播     | 劇名               | 角色                  |
| 無綫電視 |                    |                       |
| 2004年   | 赤沙印記@四葉草.2  | 葉茵                  |
| 2005年   | 窈窕熟女           | 徐思欣                |
| 2005年   | 奇幻潮之情比金堅   | May                   |
| 2006年   | 高朋滿座           | 亞美娜（Amela）       |
| 2006年   | 法證先鋒           | 譚麗玲（Ling）        |
| 2007年   | 突圍行動           | 唐芷敏（Coco）        |
| 2007年   | 同事三分親         | 何彤彤（Kawaii）      |
| 2007年   | 律政新人王II       | 徐思樂（Stephy）      |
| 2008年   | 野蠻奶奶大戰戈師奶 | 戈碧（Fiona）（青年） |
| 2008年   | 太極               | 蘇紅菱                |
| 2008年   | 原來愛上賊         | 鄭欣欣                |
| 2009年   | 宮心計             | 錢飛燕                |
| 2010年   | 情人眼裏高一D      | 陳自瑤                |
| 2010年   | 施公奇案II         | 倩倩格格              |
| 2010年   | 女人最痛           | Stephy                |
| 2010年   | 公主嫁到           | 川平公主（四公主）    |
| 2011年   | 仁心解碼           | 鄭心柔（Martha）      |
| 2011年   | Only You 只有您    | Paula                 |
| 2011年   | 洪武三十二         | 陸苑莛                |
| 2011年   | 花花世界花家姐     | 杜婷（Agnes）         |
| 2011年   | 真相               | 何凱倫（Helen）       |
| 2011年   | 我的如意狼君       | 文玉鳳                |
| 2012年   | 缺宅男女           | 卜瓊                  |
| 2012年   | 東西宮略           | 徐姬                  |
| 2012年   | 耀舞長安           | 曲彎彎                |
| 2012年   | 飛虎               | 程婉婷                |
| 2013年   | 師父·明白了        | 胡蝶                  |
| 2014年   | 寒山潛龍           | 秋月                  |
| 2014年   | 名門暗戰           | 湯晴                  |
| 2014年   | 宦海奇官           | 白巧靈                |
| 2015年   | 潮拜武當           | 何靖嵐                |
| 2016年   | 公公出宮           | 雲大芝                |
| 2016年   | 純熟意外           | 蔡詩英（Angelina）    |
| 2016年   | 幕後玩家           | 林書榆（Natalie）     |
| 2016年   | 巾幗梟雄之諜血長天 | 劉溫柔                |
| 2017年   | 蘭花刼             | 黃二梅                |
| 2017年   | 雜警奇兵           | 陳婉花                |
| 2018年   | 天命               | 劉佳·晴兒（諴妃）     |
| 2018年   | 再創世紀           | 鍾思琪（Ada）         |
| 2019年   | 包青天再起風雲     | 水玲瓏                |
| 2020年   | 黃金有罪           | 周明月（Mona）        |
| 2020年   | 那些我愛過的人     | 錢莉媛（Sabrina）     |
| 2021年   | 大步走             | 刑可梔                |
| 2021年   | 寶寶大過天         | 葉帆                  |
| 2021年   | 把關者們           | 葉佳安                |
| 2021年   | 星空下的仁醫       | 鍾懷霜（壯年）        |
| 2021年   | 異搜店             | 容桂芬                |
| 2022年   | 母親的             | 江芷昕                |
| 2022年   | 有種好男人         | 楊飛雲                |
| 2024年   | 婚後事             | 張明芯（Emma）        |
| 2025年   | 刑偵12             | 何妙雪                |
| 未播映   | 模仿人生           |                       |

### 電視電影（J2）
- 2018年：網戰

### 電影
| 首映   | 劇名           | 角色          |
| 2001年 | 愛上我吧       | 小白          |
| 2002年 | 一蚊雞保镖     | 陳米雪        |
| 2002年 | 奪魄勾魂       | 阿思          |
| 2004年 | 這個阿爸真爆炸 |               |
| 2005年 | AV             | 阿芝          |
| 2006年 | 血色謎情       |               |
| 2010年 | 72家租客       | 開Phone府店員 |
| 2011年 | 我愛HK開心萬歲 |               |
| 2011年 | 奪命金         | T.T.Chau      |

### 綜藝節目
| 首播           | 節目名                                               | 備註   |
| 香港電台第二台 |                                                      |        |
| 2003年         | 香港小姐                                             |        |
| 2004年         | DJ 生還者                                            |        |
| 2004年         | TeenPower 視像節目/視像片段 - Image Corner（第一季） |        |
| 無綫電視       |                                                      |        |
| 2005年         | 康泰加倍開心日本3S之旅                               |        |
| 2006年         | 愛上他‧愛上家                                        |        |
| 2008年         | MTR Shops: 車站購物情緣                              |        |
| 2008年         | 香港小姐美麗薈萃馬來西亞                             |        |
| 2008年         | 基本法全方位                                         |        |
| 2008年         | 政府資訊服務一站通                                   |        |
| 2014年         | 姊妹淘                                               |        |
| 2015年         | 你健康嗎？                                           |        |
| 2015年         | 明星愛廚房                                           |        |
| 2015年         | 夜宵磨                                               |        |
| 2015年         | 食得健康嗎？                                         |        |
| 2016年         | 新春開運王                                           |        |
| 2016年         | Sunday好戲王                                         |        |
| 2016年         | 區區開伙                                             |        |
| 2017年         | 星級健康新加坡                                       | 主持   |
| 2021年         | 好聲好戲                                             | 參賽者 |
| 2021年         | 識貨                                                 | 參賽者 |
| 2021年         | 識貨特賣場                                           | 主播   |
| 2023年         | 煮東煮西                                             | 主持   |
| 2023年         | 煮東煮西 中秋篇                                      | 主持   |
| 2024年         | 獎門人Happy Easter感謝祭                             |        |
| 2024年         | 香港婚後事                                           | 主持   |

### MV 演出
| 年份   | 歌手           | 歌曲                   |
| 2001年 | 古巨基         | 幸運鈴聲               |
| 2005年 | 袁子皓         | Miss You Night And Day |
| 2005年 | 方力申         | 自導自戀               |
| 2006年 | 黃和興         | 自作孽 - TVB版         |
| 2006年 | 葉宇澄         | 玩具兵 - TVB版         |
| 2006年 | 側田           | Kong                   |
| 2006年 | 方力申         | 大細心                 |
| 2006年 | 衛蘭           | 愛才                   |
| 2007年 | 王菀之         | 面具 - TVB版           |
| 2008年 | 關楚耀         | 你當我什麼 - TVB版     |
| 2008年 | 劉浩龍         | 火花不等人             |
| 2009年 | 孫耀威         | 只要和你在一起 - TVB版 |
| 2009年 | 扈佳榮、王凱駿 | 拉鋸戰 - TVB版         |

### 配音
| 首映   | 作品名稱   | 配演角色 | 角色演員       | 備註                        |
| 2021年 | 侏羅紀世界 | 狄嘉麗   | 拜絲·黛麗·侯活 | TVB《好聲好戲》首屆畢業作品 |

## 音樂作品

### 主唱歌曲
| 年份   | 歌手         | 歌曲       |
| 2006年 | 陳自瑤、阿古 | 卡通大作戰 |

## 曾獲獎項與提名

### 萬千星輝頒獎典禮
| 年份   | 獎項                    | 作品               | 角色             | 結果     |
| ------ | ----------------------- | ------------------ | ---------------- | -------- |
| 2007年 | 最佳女配角              | 《同事三分親》     | 何彤彤           | 提名     |
| 2007年 | 飛躍進步女藝員          | 《同事三分親》     | 何彤彤           | 提名     |
| 2007年 | 飛躍進步女藝員          | 《突圍行動》       | 唐芷敏           | 提名     |
| 2016年 | 最佳女配角              | 《公公出宮》       | 雲大芝           | 提名     |
| 2020年 | 最受歡迎電視女角色      | 《那些我愛過的人》 | 錢莉媛           | 提名     |
| 2020年 | 最佳女配角              | 《那些我愛過的人》 | 錢莉媛           | 最後五強 |
| 2020年 | 最受歡迎電視拍檔        | 《那些我愛過的人》 | 與黃翠如及連詩雅 | 提名     |
| 2021年 | 最受歡迎電視女角色      | 《寶寶大過天》     | 葉帆             | 提名     |
| 2021年 | 最佳女配角              | 《寶寶大過天》     | 葉帆             | 獲獎     |
| 2021年 | 最佳女配角              | 《把關者們》       | 葉佳安           | 提名     |
| 2021年 | 最受歡迎電視拍檔        | 《把關者們》       | 與C君            | 提名     |
| 2022年 | 最佳女主角              | 《母親的》         | 江芷昕           | 提名     |
| 2022年 | 最受歡迎電視女角色      | 《母親的》         | 江芷昕           | 提名     |
| 2022年 | 馬來西亞最喜愛TVB女主角 | 《母親的》         | 江芷昕           | 提名     |
| 2023年 | 最佳女配角              | 《有種好男人》     | 楊飛雲           | 提名     |
| 2024年 | 最佳女主角              | 《婚後事》         | 張明芯           | 最後十強 |
| 2024年 | 大灣區最喜愛TVB女主角   | 《婚後事》         | 張明芯           | 最後五強 |
| 2024年 | 馬來西亞最喜愛TVB女主角 | 《婚後事》         | 張明芯           | 提名     |

### 其他獎項
| 年份   | 頒獎單位                          | 獎項                   | 結果    |
| ------ | --------------------------------- | ---------------------- | ------- |
| 2021年 | 好聲好戲                          | 傑出聲演總冠軍         | 獲獎    |
| 2021年 | 識貨                              | 主播總冠軍             | 獲獎    |
| 2022年 | Yahoo! 搜尋人氣大獎2022           | 熱搜本地男女藝人或組合 | 頭100位 |
| 2022年 | Yahoo! 搜尋人氣大獎2022           | 人氣票后15強             | 15強    |
| 2023年 | 2022 年度 1Kommunity KOL 頒獎典禮 | 網民最愛大獎 Top 10    | 獲獎    |

## 外部連結
- 陳自瑤的新浪微博
- 陳自瑤的Facebook專頁
- 陳自瑤的Instagram帳戶
- 陳自瑤的小紅書帳戶
- 陳自瑤在香港影庫上的簡介
- YouTube上的陳自瑤頻道 （页面存档备份，存于）